# Kanton Sevran
Kanton Sevran (fr. Canton de Sevran) je francouzský kanton v departementu Seine-Saint-Denis v regionu Île-de-France. Tvoří ho pouze město Sevran.